# Dysaphis mordvilkoi
Dysaphis mordvilkoi är en insektsart. Dysaphis mordvilkoi ingår i släktet Dysaphis och familjen långrörsbladlöss. Inga underarter finns listade i Catalogue of Life.